# Synagoga w Strzelinie
Synagoga w Strzelinie – przy obecnej ul. Pocztowej, dawniej (niem. Zwingerstrasse) wybudowana została w 1815 r. blisko budynku poczty.

## Historia
Podczas nocy kryształowej, została uszkodzona a potem zaadaptowana na siedzibę Narodowo-Socjalistycznej Kolumny Transportu (niem. Nationalsozialistisches Kraftfahrkorps). Obiekt zniszczony w czasie II wojny światowej.